# Alberto I de Mônaco
Alberto I (Paris, 13 de novembro de 1848 – Paris, 26 de junho de 1922) foi o Príncipe de Mônaco de 1889 até sua morte. Era filho do príncipe Carlos III e sua esposa Antonieta de Mérode.
Alberto notabilizou-se pelas pesquisas oceanográficas que empreendeu no Mediterrâneo, no Atlântico e no Árctico, tendo fundado o Museu Oceanográfico do Mónaco, uma instituição de referência em oceanografia, e diversas instituições ligadas à exploração dos oceanos. Foi um pioneiro na investigação científica do oceano profundo, de cujo labor resultaram diversos trabalhos de grande valor científico sobre a biologia e sistemática da fauna das zonas abissais. Realizou diversas campanhas nos Açores, a ele se devendo a descoberta do grande Banco Princesa Alice, a sul da ilha do Pico.

## Biografia
Alberto Honorato Carlos nasceu em 13 de Novembro de 1848, na cidade de Paris, filho de Carlos III, Príncipe do Mónaco e da condessa Antonieta de Mérode. Alberto era o primogénito da Casa de Grimaldi e o herdeiro do trono monegasco.
Mostrando interesse pelo mar, o seu pai colocou-o em 1886, tinha ele 18 anos, na Academia Naval espanhola, que frequentou durante 4 anos até concluir o curso naval, sendo promovido a guarda-marinha. Após a sua passagem pela armada espanhola, alistou-se em 1870 na armada francesa tendo participado em batalha na Guerra Franco-Prussiana, portando-se com tal denodo que mereceu a Legião de Honra francesa.
O Príncipe Alberto casou a 21 de Setembro de 1869 com a jovem Lady Maria Vitória Hamilton, de Lanarkshire, Escócia, filha do 11.º Duque de Hamilton e da princesa Maria de Baden. Cerca de um ano após o casamento nasceu-lhes um filho, o príncipe Luís, futuro Luís II, Príncipe do Mónaco. Mas após o nascimento do filho, com apenas 19 anos, Maria Vitória detestava o Mónaco e resolveu abandonar o marido, levando consigo o filho do casal. Luís permaneceu com a mãe na Alemanha até aos 11 anos, altura em que regressou ao Mónaco para iniciar a sua aprendizagem nos assuntos da família. O casamento foi anulado a 28 de Julho de 1880.
A 10 de Setembro de 1889, Alberto ascendeu ao trono por morte de seu pai. Pouco depois, em 30 de Outubro de 1889, casou com Alice Heine, uma americana de Nova Orleães que aos 21 anos tinha enviuvado do Duque de Richelieu. O pai de Alice era um banqueiro e construtor civil de origem judaica alemã, que tinha transmitido à filha um forte sentido prático de negócios. Tal levou a que o casamento fosse inicialmente um sucesso, com a princesa Alice a dedicar-se com grande sucesso ao desenvolvimento do principado, levando ao equilíbrio das suas finanças públicas e à consolidação do seu prestígio como centro cultural e lugar de férias para a alta nobreza e para os muito ricos. Deve-se à princesa Alice a construção da Ópera monegasca, do novo Teatro e a criação de uma companhia de ballet sob a direcção do célebre Serge Diaghilev.
Este casamento acabou em 1902 quando o príncipe descobriu a relação amorosa da princesa Alice com o compositor Isidore de Lara, que culminou no escândalo público do príncipe esbofetear a esposa durante uma sessão na Ópera. Apesar de se separarem naquele ano, nunca se divorciaram oficialmente.
A 5 de Janeiro de 1911, Alberto I concedeu ao Mónaco a sua primeira Constituição, mas o documento era pouco arrojado, não limitando significativamente o governo autocrático dos Grimaldi. Face à instabilidade social e política que se gerou aquando da eclosão da Primeira Guerra Mundial, a Constituição foi suspensa pelo príncipe, para apenas vir a ser substituída pela actual Constituição monegasca de 1962.
Também em 1911, Alberto I patrocinou a realização da primeira edição Rally de Monte Carlo, prova que ainda hoje se realiza anualmente. O rally destinava-se a atrair ao Mónaco turistas que viabilizassem o seu Casino.
Considerando a sua experiência na Guerra Franco-Prussiana, na qual se houve heroicamente, o príncipe Alberto tornou-se num dos grandes defensores da paz internacional, advogando a resolução dos conflitos através da arbitragem. Para tal fundou o Instituto Internacional da Paz, no Mónaco, dedicado à promoção da arbitragem e da paz entre os povos.
Quando se começaram a agudizar as tensões que levariam à Primeira Guerra Mundial, Alberto desenvolveu um intenso esforço de mediação, tentando infrutiferamente convencer o imperador Guilherme II da Alemanha a seguir políticas de desanuviamento que permitissem evitar o conflito armado que se adivinhava.
Quando a guerra eclodiu, declarou a neutralidade do Mónaco, embora assumindo posteriormente uma atitude colaboradora com os aliados anglo-franceses, permitindo a recolha a hospitais monegascos de feridos e convalescentes e autorizando a participação do seu filho, o futuro Luís II, Príncipe de Mônaco, na guerra integrado nas forças francesas.
A guerra fez cessar em definitivo as expedições oceanográficas, ficando o iate real imobilizado no porto do Mónaco durante todo o conflito.
Um tratado celebrado em 1918, sob a orientação de Alberto, ligou as políticas monegascas com a França, criando um regime de protecção da França sobre o Mónaco. O tratado estabeleceu que a política externa monegasca estaria alinhada à da França, incluindo os interesses militares e económicos, bem como que, caso a família Grimaldi não continue a sua linhagem, o principado será absorvido pela França.
O Príncipe Alberto I faleceu a 26 de Junho de 1922 em Paris, sendo sucedido no trono monegasco pelo seu filho Luís II, Príncipe de Mônaco. Encontra-se sepultado na Catedral de São Nicolau, Monaco-Ville em Mônaco.

### Oceanografia

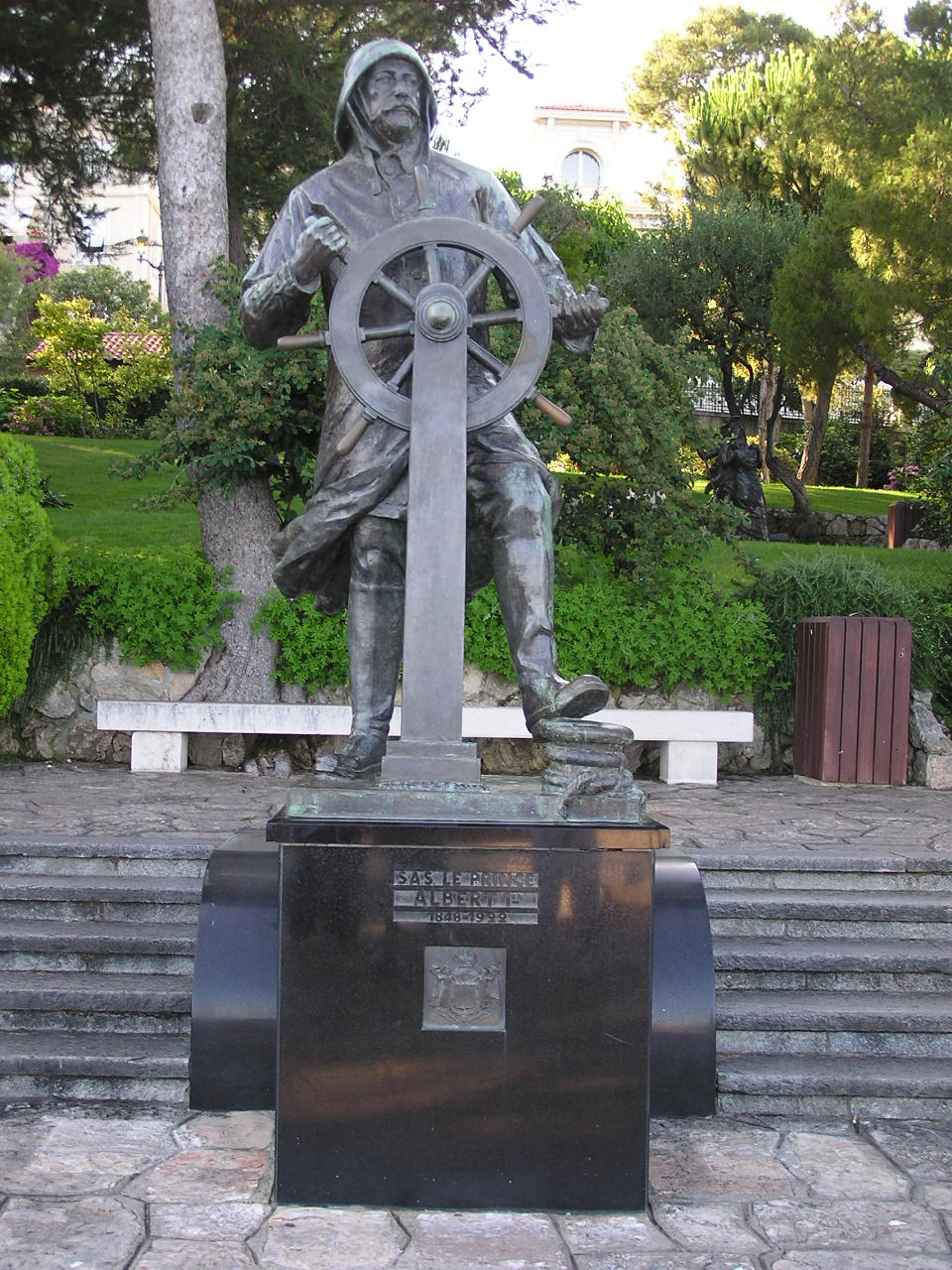
Estátua de Alberto I na cidade do Mónaco.

Cedo se interessou pela oceanografia, então uma ciência nascente, iniciando, por volta dos 22 anos de idade, o seu estudo. Nessa área demonstrou excepcional capacidade inventiva, tendo desenhado diversos equipamentos destinados à pesquisa do mar profundo e ao estuda da interacção entre os oceanos e atmosfera, matéria em que foi pioneiro.
Adquiriu em 1873 uma chalupa a vapor, a que deu o nome de Hirondelle, iniciando com ela, a partir de 1875, um conjunto de expedições oceanográficas no Mediterrâneo, Atlântico e Oceano Árctico, para o que se rodeou de um grupo selecto de cientistas e exploradores, incluindo os melhores especialistas da época em biologia marinha, meteorologia e oceanografia.
Adquirindo progressivamente embarcações maiores e mais potentes, realizou, entre 1875 e 1915, um conjunto de 28 expedições oceanográficas das quais resultaram numerosas publicações sobre sistemática e biologia marinha, oceanografia física e batimetria. Alguns dos trabalhos publicados em resultado dessas expedições são ainda hoje obras de referência.
Alguns dos trabalhos batimétricos foram pioneiros e permitiram descobrir importantes formações submarinas, com grande interesse para a pesca e para a navegação. É o caso do Banco Princesa Alice e da Fossa do Hirondelle, ambos nos Açores, o primeiro baptizado com o nome da sua esposa e o segundo com o nome do navio oceanográfico então usado pelo príncipe.
Para enquadrar o seu trabalho oceanográfico, o príncipe Alberto I fundou, em 1906, o Instituto Oceanográfico, sito em Paris, nas proximidades da Universidade de la Sorbonne. Um edifício criado pelo arquitecto Henri-Paul Nénot, o mesmo que desenhou as instalações universitárias então recentemente abertas, alberga dois anfiteatros e um conjunto de laboratórios. Hoje o Instituto, em conjunto com as restantes instituições fundadas pelo príncipe, pertence à Fondation Albert Ier, Prince de Monaco.
No Mónaco Alberto I fundou o famoso aquário (1903) e Museu Oceanográfico (1911), uma biblioteca de referência em oceanografia e um conjunto de laboratórios de investigação e preservação destinados a estudar e acondicionar os espécimes recolhidos. O Museu Oceanográfico do Mónaco, sito no extremo de um promontório sobranceiro ao mar, é um dos edifícios mais notáveis do principado e alberga uma das maiores e mais diversificadas colecções de biologia marinha do mundo. O famoso Jacques-Yves Cousteau foi seu director durante três décadas (de 1957 a 1988).
Das expedições e do trabalho do instituto resultou a recolha e descrição de muitos milhares de amostras da biologia e geologia do mar e a publicação de muitas centenas de artigos nas melhores publicações científicas da época, incluindo os Anais do próprio Instituto (Annales de l'Institute Océanographique (290 edições publicadas entre 1909 e 1998), o Bulletin de l'Institut océanographique (desde 1903), e muitas outras publicações de carácter científico.
Para além dos seus estudos oceanográficos, Alberto I interessou-se pela antropologia e pela paleontologia, tendo financiado a escavação e estudo de diversos sítios de interesse paleontológico, particularmente de sítios que pudessem contribuir para o estudo da origem da espécie humana. Para enquadrar esses estudos criou (entre 1909 e 1914), em Paris, o Institut de Paléontologie Humaine, instituição dedicada ao estudo da paleontologia humana, agora ligado à Sorbonne.
O seu labor científico e a qualidade dos seus estudos deram-lhe grande renome na comunidade científica. Em 1909 foi feito membro da Academia Britânica das Ciências e em 1929 recebeu a medalha de ouro da American Academy of Science.

### Navios
Para a realização das suas viagens de exploração Alberto I utilizou sucessivamente quatro navios, sempre maiores e mais sofisticados. Embora os navios fossem denominados ‘’iates’’, talvez com excepção do primeiro, as suas dimensões e características em nada se parecem com as embarcações que correntemente recebem essa designação. Foram os seguintes as embarcações utilizadas:
- L’Hirondelle, adquirida em 1873, uma galeota à vela de 32,50 m de comprimento e 200 toneladas de armação. Realizou 4 campanhas, de 1885 a 1888, fazendo 266 estações de amostragem ou estudo. Visitou o Atlântico Norte (Açores) e o Mediterrâneo. Participou na exploração dos Açores, em estudos da fauna das profundezas e das correntes marinhas.
- Princesse Alice, construída para o príncipe em 1891, escuna a vapor e vela, de três mastros com 52,60 m de comprimento e 600 t de armação. Realizou 6 campanhas, de 1892 a 1897, fazendo 651 estações de amostragem ou estudo. Visitou o Atlântico Norte (Açores) e o Mediterrâneo, em estudos de biologia, físico-química da água, das correntes marinhas e de meteorologia.
- Princesse Alice II, adquirida em 1898, uma galeota a vapor e vela, de dois mastros, de 73,15 m de comprimento e 1378 t de armação. Realizou 13 campanhas, de 1898 a 1910, fazendo 2142 estações de estudo ou amostragem. Visitou o Atlântico Norte (Açores), o Mediterrâneo e o Oceano Ártico (Spitzbergen, em estudos comparativos da fauna marinha dos Açores com a fauna das regiões polares, investigação da profundidade do mar nas regiões polares, estudos de plâncton e estudo da alta atmosfera.
- L’Hirondelle II, adquirida em 1911, navio misto a vapor e à vela, de dois mastros, armado em galeota, de 82 m de comprimento e 1600 t de armação. Realizou 5 campanhas, de 1911 a 1915, fazendo 631 estações de amostragem ou estudo. Visitou o Atlântico Norte (Açores e costa norte-americana) e o Mediterrâneo, em estudos de biologia, das correntes marinhas e de meteorologia.

### Alberto e os Açores

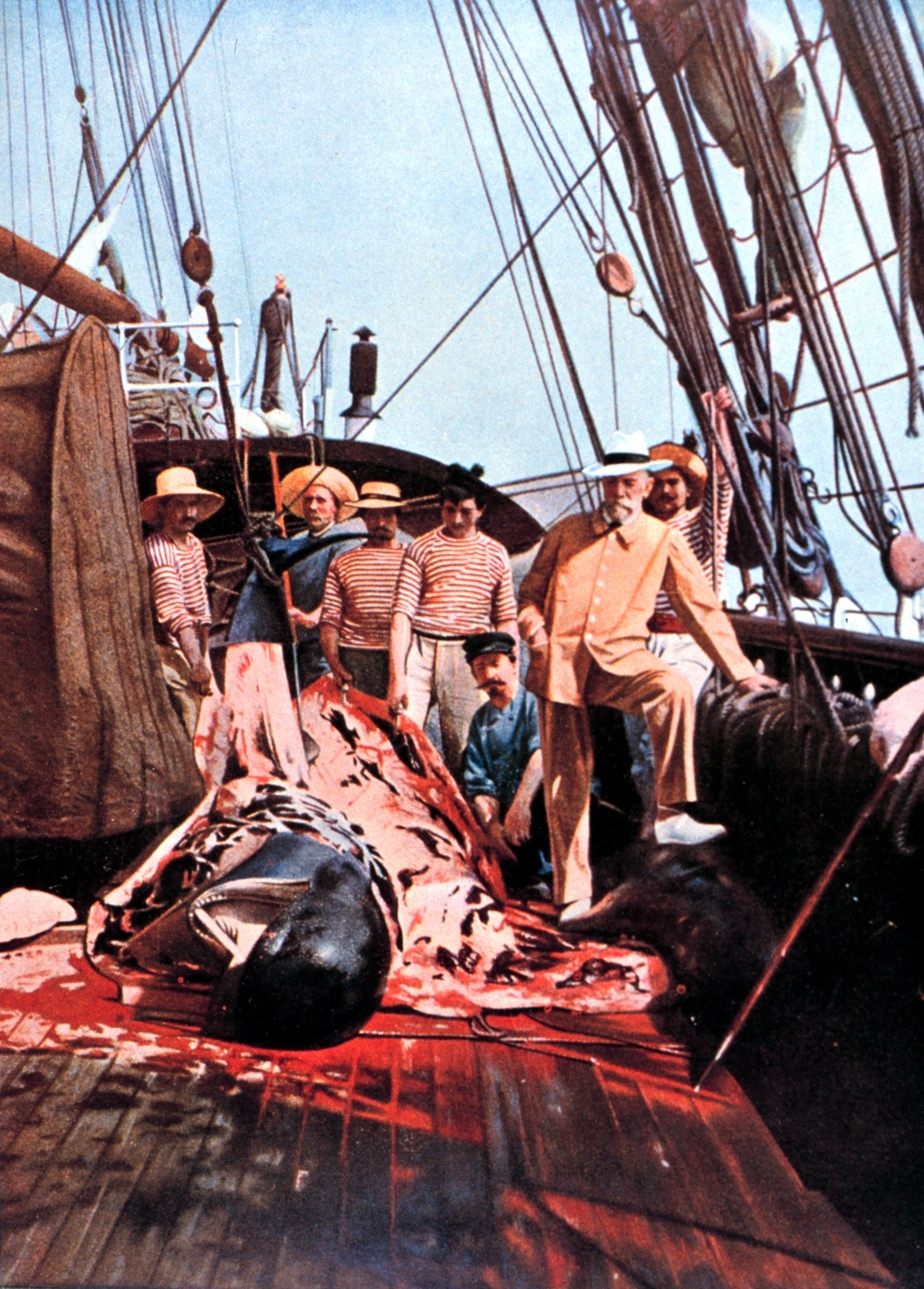
Alberto I, Príncipe do Mónaco, observa a desmancha de uma baleia-piloto ao largo do Pico, Açores (1897).

No decurso das suas expedições oceanográficas, Alberto I tornou-se um visitante assíduo dos Açores, estabelecendo relações estreitas com as comunidades piscatórias das ilhas. Desta relação resultou que o príncipe Alberto tivesse sido padrinho de baptismo de várias crianças nas ilhas.
Algumas das mais antigas fotografias conhecidas da ilha do Corvo e dos seus habitantes foram feitas pelo príncipe e por membros das suas expedições. O mesmo acontece em relação à baleação açoriana, estudada e descrita pela primeira vez pelo príncipe.
Quando, no decurso de uma das suas expedições, o príncipe descobriu um grande banco a sul da ilha do Pico, que ele denominou Banco Princesse Alice, o nome do navio de investigação (e da esposa), Alberto I mandou publicar o facto nos jornais açorianos, ajudando depois na organização de expedições de reconhecimento por parte dos pescadores açorianos.
Em sinal de reconhecimento, quase todas as cidades e vilas piscatórias açorianas dedicaram uma rua ao príncipe monegasco. Em Ponta Delgada a grande alameda que liga o aeroporto à cidade denomina-se Avenida Príncipe do Mónaco e existe um busto do príncipe na Avenida Infante D. Henrique (marginal); em Angra do Heroísmo, uma das ruas do litoral citadino é a Rua Príncipe do Mónaco; na Horta, o importante observatório meteorológico, construído a instâncias de Aberto I, denomina-se Observatório Príncipe do Mónaco.
Na obra autobiográfica de Alberto I, La Carrière d'un Navigateur, são múltiplas as referências aos Açores.
Esta relação com os Açores também se traduziu numa íntima amizade com D. Carlos I de Portugal, o monarca português de então, o qual também visitou os Açores em 1901. Ambos partilhavam a paixão pelo mar e pela oceanografia.